# You Can Do Anything
You Can Do Anything è il terzo album del gruppo indie rock inglese The Zutons, pubblicato il 2 giugno 2008.

## Tracce
1. Harder and Harder – 3:48
2. Dirty Rat – 4:00
3. What's Your Problem – 3:55
4. You Could Make the Four Walls Cry – 3:33
5. Family of Leeches – 3:59
6. Don't Get Caught – 3:18
7. Bumbag – 4:36
8. Always Right Behind You – 3:31
9. Put a Little Aside – 4:02
10. Freak – 4:20
11. Give Me a Reason – 6:34
12. Little Red Door – 3:25

iTunes bonus tracks
1. Pull the Plug
2. Desert Shoot

## Formazione
- Boyan Chowdhury - chitarra
- Abi Harding - sax (alto e tenore), voce
- Sean Payne - composizioni, batteria, percussioni, cori
- Russell Pritchard - basso, seconda voce

### Recensioni
- (EN) Simon Cosyns, Good, the bad and the average, su thesun.co.uk, The Sun, 29 maggio 2008. URL consultato il 27 dicembre 2011.
- (EN) The Zutons You Can Do Anything Review, su bbc.co.uk, BBC, 2 giugno 2008. URL consultato il 27 dicembre 2011.
- (EN) Ian Gittins, The Zutons, You Can Do Anything, su guardian.co.uk, The Guardian, 30 maggio 2008. URL consultato il 27 dicembre 2011.
- (EN) Andy Gill, Album: The Zutons, You Can Do Anything (Deltasonic), su independent.co.uk, The Independent, 30 maggio 2008. URL consultato il 27 dicembre 2011.
- (EN) Gavin Haynes, The Zutons - You Can Do Anything, su nme.com, NME, 30 maggio 2008. URL consultato il 27 dicembre 2011.